# Liste Otto
Die Liste Otto, offiziell Ouvrages retirés de la vente par les éditeurs ou interdits par les autorités allemandes, ist eine 1940 nach dem deutschen Botschafter im besetzten Frankreich Otto Abetz benannte Zensurliste von verbotenen Büchern während der deutschen Besetzung Frankreichs. Bücher der Liste wurden beschlagnahmt, eingelagert und vernichtet.
Die Liste erschien zuerst am 28. September 1940 (Auflage 40.000, 37 Seiten) und wurde in Zusammenarbeit mit dem französischen Syndicat national de l’édition (SEN) und französischen Verlegern erstellt. Zuvor gab es schon einmal eine Liste zu konfiszierender Bücher (die Liste Bernhard vom August 1940), die aber allein von deutschen Stellen zusammengestellt worden war. Die deutschen Besatzer wollten den Anschein eines freien kulturellen Lebens in Frankreich erhalten und setzten deshalb nicht auf spektakuläre Propagandamaßnahmen wie Bücherverbrennungen, sondern bemühten sich um Diskretion. Damit in Zusammenhang stand auch die Weiterführung der führenden französischen Literaturzeitung Nouvelle Revue Française unter dem neuen Chefredakteur Pierre Drieu la Rochelle. Die Liste war auch keine Verbotsliste der deutschen Besatzer, sondern eine nach offizieller Lesart freiwillige Maßnahme der französischen Verleger.
Auf der Liste standen rund 1060 Werke überwiegend jüdischer und gegenüber den Nationalsozialisten kritischer Autoren, zum Beispiel Heinrich Heine, Thomas Mann, Heinrich Mann, Stefan Zweig, Arnold Zweig, Max Jacob, Tristan Bernard, Joseph Breitbach, Joseph Kessel, Sigmund Freud und Anna Freud, Paul Claudel, Henri Barbusse, Pierre Loti, Carl Gustav Jung, Julien Benda, Karl Marx, Henri Lefebvre, Leo Trotzki, Louis Aragon, General Henri Mordacq, Léon Blum, Albert Einstein, Lion Feuchtwanger, Theodor Herzl, Harry Graf Kessler, Arthur Koestler, Eric Ambler (Epitaph auf einen Spion), Emil Ludwig, Vicki Baum, Irmgard Keun, David Lloyd George, André Malraux, Maimonides, Alfred Döblin, André Maurois, Raymond Aron, Wladimir d’Ormesson, Pablo Neruda, Walther Rathenau, Romain Rolland, Joseph Roth, Arthur Schnitzler (Sterben), René Schickele, Erich Maria Remarque, Annemarie Selinko, Anna Seghers, Jacob Wassermann, H. G. Wells, Franz Werfel, Hermann Rauschning, sowie die sentimentale Unterhaltungsautorin Magali, große Rivalin von Delly, und, was auf den ersten Blick erstaunen mag, ab Mai 1943 das Buch Die 500 Millionen der Begum von Jules Verne aus dem Jahr 1879.
Auch verschiedene unautorisierte französische Ausgaben von Hitlers Mein Kampf standen auf der Liste. Namentlich die Übersetzung der eigentlich  rechtsextremen, ultranationalistischen und monarchistischen Action française und eine als Mon combat verbreitete Sammlung von Auszügen, die C. Louis Vignon mit seinen Kommentaren beim Verlag Éditions Savoir mutuel ohne Einverständnis des deutschen Verlegers und undatiert herausgegeben hatte, wogegen der deutsche Verlag prozessiert hatte. Wegen des Hitler-Stalin-Pakts standen anfangs auch antikommunistische Bücher auf der Liste. 
Es gab noch zwei weitere ergänzte Auflagen der Liste (8. Juli 1942, 10. Mai 1943), in der letzten Auflage mit einem Anhang mit einer Liste von 739 französischsprachigen jüdischen Schriftstellern. Außerdem wurde mit den französischen Verlegern eine Vereinbarung über Selbstzensur getroffen, was Neuerscheinungen betraf. Die Liste galt nicht nur im besetzten Frankreich, sondern auch unter der Herrschaft des Vichy-Regimes. Die französischen Verlage hielten sich an die Vorgaben. Erst 1942 wurde ein unabhängiger Verlag gegründet, der dem Widerstand nahe stand (Éditions de Minuit) und als erstes Buch Das Schweigen des Meeres von Vercors veröffentlichte.